# Луј Гобе
Луј Гобе (28. октобар 1908 — 1995) био је швајцарски фудбалер који је играо за Швајцарску на Светском првенству у фудбалу 1934. године. Такође је играо за Блу Старс Цирих и Берн 1894.

## Репрезентација
Гобе је први пут наступио за репрезентацију против Аустрије у Бечу 23. октобра 1932. године. Био је део швајцарског тима на Светском првенству у фудбалу 1934. године,  али није одиграо ниједну утакмицу.